# 昭栄建設
昭栄建設株式会社（しょうえいけんせつ）は、埼玉県さいたま市南区に本社を置く、不動産企業。昭栄産業株式会社、昭栄木材株式会社と3社で昭栄建設グループを結成している。

## 概要
埼玉県や群馬県を中心に新築分譲・リフォーム事業を行っている。創業以来約4,500棟（2014年現在）が分譲されている。企業理念は、“住む人の心を知った家づくり”

## 沿革
- 1963年 - 東京都渋谷区にて創業[1]。
- 1968年 - 稲岡建設株式会社、稲岡産業株式会社を設立。
- 1969年 - 蕨市に埼玉支店を開設。
- 1971年 - 大規模分譲事業を本格化。旧浦和市大谷口分譲地56棟着工。
- 1972年 - 稲岡建設株式会社及び稲岡産業株式会社を昭栄建設株式会社と昭栄産業株式会社に社名変更。昭栄グループを結成。本社を浦和市南浦和に移転。
- 1987年 - 旧浦和市南本町に本社を移転。
- 1989年 - 群馬県館林市につつじ野昭栄住宅団地総区画数379区画の分譲を開始。
- 2008年 - さいたま市緑区に浦和美園支店開設。
- 2013年 - 創業50周年を迎え、記念式典を開催。

## 本社・支店所在地
- 本社 - 埼玉県さいたま市南区南本町1丁目3番1号
- 浦和美園支店（注文住宅事業部） - 埼玉県さいたま市緑区大字大門4314番地
- 大宮支店 - 埼玉県さいたま市見沼区東大宮4丁目32番地11
- 館林支店 - 群馬県館林市高根町1000-344

## 広告宣伝活動

### 過去の広告宣伝活動
ラジオ
- FM NACK5

「FUNKY FRIDAY」交通情報（金曜日、10:35・12:05・13:35頃）(2024年6月まで)